# Chlaenius cumatilis
Chlaenius cumatilis är en skalbaggsart som beskrevs av Leconte. Chlaenius cumatilis ingår i släktet Chlaenius och familjen jordlöpare. Inga underarter finns listade i Catalogue of Life.